# Bherya, Krishnarajanagara
Bherya là một làng thuộc tehsil Krishnarajanagara, huyện Mysore, bang Karnataka, Ấn Độ.